# Wiktor Pozniak
Wiktor Gienrichowicz Pozniak (ros. Виктор Генрихович Позняк, ur. 13 kwietnia?/26 kwietnia 1901 w Samarkandzie, zm. 12 sierpnia 1983 w Moskwie) – radziecki generał porucznik, Bohater Związku Radzieckiego (1945).

## Życiorys
Był Litwinem (według innych informacji Białorusinem). 
W 1917 ukończył gimnazjum, od marca 1919 służył w Armii Czerwonej, uczestniczył w wojnie domowej na Froncie Turkiestańskim, dowodził plutonem i szwadronem w pułku kawalerii 2 Turkiestańskiej Dywizji Kawalerii. 
W 1921 ukończył wyższą szkołę kawalerii w Piotrogrodzie, a w 1926 Akademię Wojskową im. Frunzego i został szefem sztabu pułku kawalerii, 1929–1931 dowodził batalionem, 1927–1931 brał udział w walkach z basmaczami. Od 1931 pracował w sztabie Środkowoazjatyckiego Okręgu Wojskowego, a od 1934 w Zarządzie 1 Sztabu Armii Czerwonej, 1935–1936 dowodził pułkiem piechoty, od lutego 1936 do września 1937 był szefem sztabu 30 Dywizji Kawalerii Leningradzkiego Okręgu Wojskowego, potem wykładowcą taktyki na kursach doskonalenia kadry dowódczej. W lipcu 1938 został aresztowany przez NKWD i poddany śledztwu, w maju 1939 wypuszczony i wyznaczony wykładowcą taktyki w Akademii Wojskowej im. Frunzego, od kwietnia do listopada 1941 był zastępcą naczelnika tej akademii. Następnie został dowódcą 39 Brygady Piechoty w 27 Armii i 4 Armii Uderzeniowej na Froncie Północno-Zachodnim, uczestniczył w obronie Moskwy i operacji toropiecko-chołmskiej, w lutym 1942 objął dowództwo 360 Dywizji Piechoty 4 Armii Uderzeniowej Frontu Kalinińskiego, brał udział w operacji wielkołuckiej, 22 lutego 1943 został mianowany generałem majorem i szefem sztabu 43 Armii Frontu Kalinińskiego.
Uczestniczył w smoleńskiej operacji zaczepnej, od września 1943 do stycznia 1944 dowodził 5 Korpusem Piechoty Gwardii 39 Armii Frontu Kalinińskiego i 1 Nadbałtyckim, wraz z którym brał udział w wyzwoleniu Duchowszcziny i Rudni, od marca 1944 do końca wojny dowodził 77 Korpusem Piechoty 47 Armii 2 i 1 Frontu Białoruskiego, z którym uczestniczył w operacji białoruskiej, wiślańsko-odrzańskiej, pomorskiej i berlińskiej. 15–17 stycznia 1945 jego korpus przełamał obronę przeciwnika w rejonie Legionowa, zajął Chotomów, sforsował Wisłę i zajął Warszawę. Brał również udział w zajmowaniu Sochaczewa, Poczdamu i Brandenburga. 20 kwietnia 1945 otrzymał stopień generała porucznika. Po wojnie dowodził korpusem piechoty, w lutym 1946 został zastępcą dowódcy 8 Armii Gwardii w Grupie Wojsk Radzieckich w Niemczech, w czerwcu pomocnikiem generalnego inspektora wojsk piechoty Głównej Inspekcji Wojsk Lądowych, a w listopadzie 1946 szefem Zarządu Przysposobienia Bojowego i Fizycznego Grupy Wojsk Radzieckich w Niemczech. Od kwietnia 1948 pracował w Akademii Wojskowej im. Woroszyłowa jako starszy wykładowca, zastępca kierownika katedry historii sztuki wojennej, a od września 1956 do lipca 1956 kierownik katedry historii wojny i sztuki wojennej, następnie został zwolniony do rezerwy.

## Odznaczenia
- Złota Gwiazda Bohatera Związku Radzieckiego (6 kwietnia 1945)
- Order Lenina (dwukrotnie)
- Order Czerwonego Sztandaru (dwukrotnie)
- Order Kutuzowa I klasy (1944)
- Order Suworowa II klasy (1943)
- Order Wojny Ojczyźnianej II klasy (1943)
- Order Czerwonej Gwiazdy

Oraz medale i zagraniczny order.